# Língua gullah
A língua gullah é uma língua crioula de base inglesa, com fortes influências de línguas da África Ocidental e Central, falada pelos gullah (também chamados de "geechees" dentro da comunidade), uma população afro-americano que vive nas Sea Islands e na região costeira dos estados norte-americanos da Carolina do Norte, Carolina do Sul, Geórgia e nordeste da Flórida.

## Línguas relacionadas
O gullah se assemelha a outras línguas crioulas baseadas no inglês faladas na África Ocidental e na Bacia do Caribe. Estas incluem o krio de Serra Leoa, o crioulo das Bahamas, o patoá jamaicano, o crioulo bajan e o crioulo belizenho. Especula-se que essas línguas usam o inglês como base (seus vocabulários são derivadas em grande parte do inglês), e que a sua sintaxe (estruturas de frases) são fortemente influenciadas pelas línguas africanas; mas a pesquisa feita por Salikoko Mufwene e outros sugere que ingleses não-padrão podem ter influenciado o gullah em características sintáticas (e outros crioulos).
O gullah é mais estreitamente relacionado com o crioulo afro-seminole, falado em dispersas comunidades de povos seminoles negros em Oklahoma, Texas, e norte do México. O antepassados dos seminoles negros "eram gullahs que escaparam da escravidão no litoral da Carolina do Sul e Geórgia, nos séculos XVIII e XIX e fugiram para o deserto da Flórida. Eles emigraram da Flórida após a Segunda Guerra Seminole (1835-1842). Seus descendentes modernas do Ocidente falam uma forma conservadora de gullah assemelhada à língua dos escravos nas plantações do século XIX.